# Tornado (rota)
Tornado, właśc. Kompania służby patrolowej milicji specjalnego przeznaczenia „Tornado” (ukr. Рота патрульної служби міліції особливого призначення „Торнадо”) – Specjalny Pododdział Ochrony Porządku Publicznego na Ukrainie istniejący w latach 2014–2015. Został rozwiązany wskutek afery, w której członkom jednostki udowodniono liczne przestępstwa w trakcie wojny w Donbasie.

## Historia

### Powstanie
„Tornado” został założony jako następca batalionu „Szachtarśk”, który w październiku 2014 roku został rozwiązany wskutek skandalu, w którym członkom jednostki udowodnione zostały przypadki grabieży oraz skandalicznych wypowiedzi ich dowódcy, Rusłana Onyszczenki. Członkowie batalionu zostali przydzieleni do innych jednostek, a jedną z nich miało być nowo powstałe „Tornado”. 23 października na konferencji prasowej ogłoszono jej powstanie w formie kompanii (ukr. Рота, wym. Rota, chociaż niektóre źródła klasyfikują go jako batalion). Jednostka, tak jak pozostałe tego typu ugrupowania, została stworzona w celu wsparcia „operacji antyterrorystycznej” prowadzonej przez Ukrainę w Donbasie. Około 1/3 członków formacji miała za sobą kryminalną przeszłość, a niektórzy nawet kilkukrotne wyroki skazujące (Onyszczenko miał 3 anulowane wyroki).

### Szlak bojowy
W listopadzie 2014 roku batalionowi przydzielona miała zostać siedziba i już wtedy nie obyło się bez pewnych kontrowersji. Zarówno rząd, jak i członkowie ugrupowania twierdzili, że ich baza powinna się znajdować w Zaporożu, natomiast władze miasta już miały zorganizowane dla nich miejsca w rejonie berdiańskim, który znajdował się znacznie bliżej strefy działań wojennych. Burmistrz Zaporoża Aleksandr Sin skarżył się, że skończyło się to wkroczeniem żołnierzy „Tornada” do jego gabinetu oraz grożeniem jego ochronie bronią. W tym samym miesiącu, jeszcze przed chrztem bojowym jednostki, donoszono o zatrzymaniu przez SBU jej uzbrojonych członków w Kijowie, którzy zamierzali dokonać napadu rabunkowego.
Na początku 2015 roku rozlokowano ją w strefie „operacji antyterrorystycznej” (ATO, jak ukraiński rząd nazywał swoje działania w Donbasie). Prowadzone przez nią działania miały miejsce głównie w obwodzie ługańskim. Batalionowi udowodniono wykorzystywanie cywilnych obiektów w celach militarnych. We wsi Prywolne pod Lisiczańskiem osiedlili się w miejscowej szkole, a w miasteczku Stanica Ługańska w podobnym celu zajęto klinikę, co sprawiło, że stała się celem ostrzału Milicji Ludowej ŁRL.

### Zbrodnie
Poza ww. przypadkami brak jest informacji o innych bitwach z udziałem „Tornada”, jednakże istnieją doniesienia o nielegalnych działaniach, jakie jego członkowie mieli wykonywać w trakcie pełnienia służby. W Stanicy Ługańskiej przeprowadzano liczne akcje „oczyszczania ludności cywilnej z ukrytych wrogów” (słowa Onyszczenki z czasów, gdy był dowódcą „Szachtarśka”), na co składały się przeszukiwania domów, w trakcie których przywłaszczano kosztowności, strzelano do zwierząt domowych, a mieszkańców bito i grożono im śmiercią. W piwnicy szpitala kolejowego zorganizowano sale tortur, których ofiarą padali mężczyźni, kobiety i osoby starsze. Zamkniętych mieszkańców zgadzano się wypuszczać za okupem. Liczba ofiar miejsc kaźni szacowana jest na 40, a 11 kolejnych uznano za zaginionych. Do innych zbrodni żołnierzy „Tornada” zalicza się także gwałty (według niektórych, także wobec nieletnich) i inne tortury na tle seksualnym, upokarzanie, morderstwa czy przemyt. Niektóre z przestępstw były nagrywane.

### Rozwiązanie
Mieszkańcy Stanicy Ługańskiej byli utrzymywani przez żołnierzy „Tornada” (a także wspomagającego go w tym wszystkim batalionu „Czernihów”) w strachu do końca wiosny 2015. Według UHHRU rząd w Kijowie pozostawał głuchy na powtarzające się skargi na żołnierzy „Tornada”. Zareagowano dopiero po oświadczeniu gubernatora o. ługańskiego, Hennadija Moskala, który zażądał rozbrojenia oraz wycofania kompanii z jego obwodu pod zarzutem blokowania transportów kolejowych, na co przedstawiciele batalionu oświadczyli, że zablokowali tylko jeden pociąg przemycający nielegalne żeliwo. Szef ukraińskiego MSW, Arsen Awakow, po wyjściu zbrodni na światło dzienne, nakazał rozwiązanie jednostki, jednak bojownicy odmówili podporządkowania się rozkazom i zabarykadowali się w bazie w Siewierodoniecku (według innych źródeł – we wsi Prywolne). Zaminowali teren wokół obiektu i zagrozili użyciem broni w przypadku szturmu na ich pozycje. Zastępca dow. „Tornada” poprosił o pomoc nacjonalistów z Prawego Sektora. W tym czasie ługańska prokuratura przeprowadzała śledztwo w rzekomym miejscu tortur. Ostatecznie udało się przenieść jednostkę do Słowiańska w obwodzie donieckim w celu jej rozwiązania.
Rozpoczął się proces oraz lustracja b. członków „Tornada”. Jego żołnierze do końca twierdzili, że ich zatrzymanie było związane z „powstrzymywaniem nielegalnego handlu z separatystami”. Strona oskarżycielska zebrała 80 tomów akt obciążających jednostkę. Ze względu na drastyczne zeznania proces odbywał się za zamkniętymi drzwiami. W trakcie jego trwania żołnierze zachowywali się obelżywie i agresywnie w stosunku do składu sędziowskiego. Ostatecznie w 2017 roku skazano 8 ludzi, w tym dowódcę Rusłana Onyszczenkę i jego zastępcę Mykołę Cukura na 8–11 lat więzienia, a kolejnych czterech dostało wyrok 5 lat pozbawienia wolności w zawieszeniu. W 2021 roku donoszono o zwolnieniu z odbywania kary niektórych żołnierzy. Ci, którzy pozytywnie przeszli lustrację, wstąpili do nowo utworzonego batalionu „Myrotworeć”.
W 2018 roku w kijowskim więzieniu doszło do buntu przetrzymywanych weteranów „Tornada”.

#### Późniejsze dzieje
W 2022, po rozpoczęciu rosyjskiej inwazji na Ukrainę, Onyszczenko napisał wniosek o wypuszczenie go z więzienia w celu udziału w działaniach wojennych, w wyniku czego został zwolniony za kaucją. Podobnie postąpiło co najmniej dwóch innych żołnierzy dawnego Tornada. Według doniesień mediów, na 2023 rok wszyscy weterani jednostki byli już na wolności. Oprócz wybuchu wojny, wpływ na ich szybsze zwolnienie miała tzw. „ustawa Sawczenki”, która jeden dzień aresztu tymczasowego liczyła jako 2 dni odbywania kary.